# ジャスミン (お笑いコンビ)
ジャスミンは、かつてニュースタッフプロダクションに所属していたお笑いコンビ。2012年9月30日解散。

## メンバー
- 室伏 基裕（むろふし もとひろ、1986年3月31日 - ）ボケ担当。立ち位置は左。

東京都小平市出身。血液型A型。身長181cm、体重78kg。
日本大学卒業後、スクールJCA18期生として入学し、コンビ「むらさきブームソン」を結成。卒業後はプロデューサーハウスあ・うんに所属するも、程なくして解散。
オリジナルのギャグを作るのが特技。また2011年にはブログにて「〇〇伏」という自身をモチーフにした、オリジナルのキャラクターでほぼ毎日ギャグを更新。
ディズニーランドでキャストとしてアルバイトをしていた時期もあるが、配属されたのはベビーカーの貸出担当だったらしい。「ジャングルクルーズ」に配属されるのが夢だったという思いから、ジャスミンの漫才ではディズニーをモチーフにしたものを作成。
ジャスミン解散後は芸人を引退している。
- ようだ 峻矢（本名の漢字表記は山田峻矢、1987年3月22日 - ）ツッコミ担当。立ち位置は右。

山形県出身。血液型B型。身長168cm、体重50kg。
明治大学入学と同時に上京。ニュースタッフエージェンシーに所属し、2005年に早川皓一郎とコンビ「青春バニラ」を結成。2009年9月解散。
好きなアイドルは嵐。特に二宮和也のファンで、美容院でカットてもらう際に切り抜きを持参するほど熱狂的。
本人同様イケメンの弟が二人おり、本人より背が高く顔が小さい事を羨ましく思っているらしい。
本名の山田(ようだ)は珍しい読み方で、「やまだ」と読まれてしまう事がほとんど。そこから、芸名は平仮名表記に変えたとの事。
ジャスミン解散後は「プードルようだ」と名乗り、ピンで活動。
参考文献:本人のブログより

## 芸風
主に漫才。室伏が「〜だよって人?」というアンケート方式で客に聞くボケをする。

## 出演番組
- カイブツ （日本テレビ、ようだのみ、青春バニラ時代）
- 爆笑オンエアバトル（NHK、ようだのみ、青春バニラ時代）戦績0勝1敗 最高185KB